# E384 (Ecuador)
De E384 of Vía Colectora Chone-Pimpiguasí (Verzamelweg Chone-Pimpiguasí) is een secundaire nationale weg in Ecuador. De weg loopt van Chone naar El Rodeo.